# 横浜市場駅
横浜市場駅（よこはましじょうえき）は、かつて神奈川県横浜市神奈川区山内町1丁目にあった日本国有鉄道（国鉄）の貨物駅。東高島駅から分岐していた東海道本線貨物支線の終点であった。電報略号は、ヨウ。

## 歴史
1931年（昭和6年）1月2日に高島駅分岐の専用線が横浜市中央卸売市場本場に引き込まれて使用開始されたことに始まる。この時点では、東高島駅は東神奈川駅と高島駅を結ぶ貨物支線上の駅で、高島線上の駅ではなかったため、高島駅分岐の扱いとされた。1934年（昭和9年）6月15日に、専用線を国鉄の貨物支線に変更して、終点を山内町駅（やまのうちちょうえき）とした。高島駅からは2.6 kmとされた。1944年（昭和19年）12月1日に横浜市場駅へ改称した。
大東亜戦争（太平洋戦争、第二次世界大戦）後、日本に進駐した連合軍は横浜の臨港線を輸送の拠点として活用したが、当駅は琉球やフィリピン、中部太平洋戦線などから厚木基地経由の航空機で米国本土へ帰還する傷病兵を乗せた列車が最初に出発した駅であった。また戦時中に既に横浜市場駅に改称されていたが、関係者は当時でも山内町と呼んでいたとされる。
1955年（昭和30年）1月17日、東高島駅の所属が高島線上に変更され、これに伴って当駅への貨物支線も東高島駅分岐という扱いになった。東高島駅からの営業キロは1.2 kmとされた。
1957年（昭和32年）12月には、拡張された青果部卸売場にも線路が敷設され、青果物の取扱が開始された。ただしこれは東高島駅分岐の専用線扱いとされていた。
1970年（昭和45年）8月には、それまで東京市場駅終着であった特急鮮魚貨物列車「とびうお」の編成の一部が新鶴見操車場で分割され、当駅にも到着するようになった。この列車は、高速運転対応冷蔵車のレサ10000形貨車を使用、九州・中国地方を発駅としていた。

しかし、トラックの普及や高速道路網の整備などのため取扱量が減少。加えて横浜市神奈川区羽沢町の東海道貨物新線上に新たな貨物専用駅横浜羽沢駅が開業したため横浜臨港線の貨物駅は集約されることになり、1982年（昭和57年）11月15日の全国ダイヤ改正で、東高島駅分岐の専用線とともに廃止された。市場の改修がなされたためにホームは撤去されているが、ホームへ至る線路跡が自動車の通路として残っている。

### 年表
- 1931年（昭和6年）1月2日：高島駅分岐の専用線が市場まで開業。同年2月11日に市場が開場。
- 1934年（昭和9年）6月15日：専用線を国鉄貨物支線に変更し、終端に山内町駅が開業。貨物駅。高島駅から2.6 km。
- 1944年（昭和19年）12月1日：横浜市場駅に改称、小荷物の取扱を開始（一般駅となる）。
- 1954年（昭和29年）9月1日：小荷物の取扱を廃止[1]（貨物駅に戻る）。
- 1955年（昭和30年）1月17日：東高島駅が東神奈川 - 高島間支線所属から高島線所属の駅に変更になったことに伴い、横浜市場への支線も高島分岐から東高島分岐に変更、全長が2.6 kmから1.2 kmに変更[2]。
- 1957年（昭和32年）4月1日：急行小口扱およびトン扱貨物の取扱を廃止[3]。
- 1959年（昭和34年）11月1日：車扱による家畜の取扱を廃止[4]。
- 1974年（昭和49年）10月1日：横浜市中央卸売市場（日本通運横浜市場支店）発着小荷物の取扱を再開[5]（再び一般駅となる）。
- 1976年（昭和51年）10月1日：小荷物の取扱を再廃止[6]（貨物駅に戻る）。
- 1982年（昭和57年）11月15日：廃止[7]。

## 駅構造
東高島駅構内の北端付近から分岐する貨物支線の終点にあった地上駅で、横浜市中央卸売市場本場の水産物部卸売場の南側に3本の側線が引かれ、北側の線路に接してプラットホームが置かれていた。卸売市場を発着する水産物のほか、当駅では横浜港山内埠頭で陸揚げされた貨物も取扱っていた。そのため、ホームへ至る側線のほか埠頭に引かれた側線もあった。当駅への分岐は実質的に、後に東高島駅に統合されて廃止となった千若信号場付近となっており、そこから高島線と並行して線路が伸びて、東高島駅の構内に入ったところで南へ分かれていくような構造となっていた。

## 隣の駅
日本国有鉄道
東海道本線 貨物支線
東高島駅 - 横浜市場駅